# Finlaysonia pierrei
Finlaysonia pierrei là một loài thực vật có hoa trong họ La bố ma. Loài này được (Costantin) Venter mô tả khoa học đầu tiên năm 2001.